# Iakușiv, Ratne
Iakușiv (în ucraineană Якушів) este un sat în comuna Zabrodî din raionul Ratne, regiunea Volînia, Ucraina.

## Demografie
Componența lingvistică a localității Iakușiv
     Ucraineană (99,06%)
     Alte limbi (0,94%)
Conform recensământului din 2001, majoritatea populației localității Iakușiv era vorbitoare de ucraineană (99,06%), existând în minoritate și vorbitori de alte limbi.